# Последователни и успоредни електрически вериги
Последователно (серийно) и успоредно (паралелно) свързване са термини от електротехниката и се отнасят за проектирането и изграждането на една електрическа верига. Компонентите на една електрическа или електронна верига могат да бъдат свързани по много различни начини. Двете най-прости електрически вериги се състоят от последователно или от успоредно свързани електрически компоненти. Това определя и нейните основни електрически параметри.

## Последователно свързване
Електрическа верига с последователно (също и серийно) свързани компоненти се характеризира с това, че протичащият през тях ток I е един и същ. Падът на напрежението върху всеки компонент ще е пропорционален на неговото съпротивление в общата електрическа верига и сумата им ще е равна на напрежението на източника.
I = I1 = I2 = I3
U = U1 + U2 + U3

### Резистори
При последователно свързване на резистори еквивалентното съпротивление е равно на сумата от съпротивленията в електрическата верига, т.е. то е по-голямо от съпротивлението на всеки един от участващите във веригата резистори.
{\displaystyle R_{\mathrm {total} }=R_{1}+R_{2}+R_{3}+\cdots +R_{n}}

### Бобини
При последователно свързване на бобини общата индуктивност е равна на сумата от индуктивностите на бобините в електрическата верига.
{\displaystyle L_{\mathrm {total} }=L_{1}+L_{2}+\cdots +L_{n}}

### Кондензатори
При последователно свързване на кондензатори реципрочната стойност на общия капацитет е равен на сумата от реципрочните стойности на капацитетите на отделните кондензатори, т.е. общият капацитет е по-малък от капацитета на всеки от участващите във веригата кондензатори.
{\displaystyle {\frac {1}{C_{\mathrm {total} }}}={\frac {1}{C_{1}}}+{\frac {1}{C_{2}}}+\cdots +{\frac {1}{C_{n}}}}

## Успоредно свързване
Успоредно (също и паралелно) свързване на компонентите на една електрическа верига се нарича онова свързване, при което началните им точки са свързани заедно към единия електрод на източника на напрежение, а крайните им точки са свързани отново заедно към другия електрод на източника. При този случай през всеки от компонентите на веригата ще протече електрически ток, определян от неговото съпротивление, но общият ток в неразклонената електрическа верига ще бъде сумата от токовете във всички клонове.
Общият ток I = I1 + I2 + I3, т.е. е равен на сбора на токовете, протичащи през всеки клон във веригата,
а напрежението U = U1 = U2 = U3 е еднакво за всички компоненти от електрическата верига.

### Резистори
При паралелно свързване на резистори в електрическа верига реципрочната стойност на общото съпротивление е равно на сумата от реципрочните стойности на съпротивленията на всички резистори. Вижда се, че тя ще е по-малка и от най-малката стойност на резистор, включен в схемата.
{\displaystyle {\frac {1}{R_{\mathrm {total} }}}={\frac {1}{R_{1}}}+{\frac {1}{R_{2}}}+\cdots +{\frac {1}{R_{n}}}}

### Бобини
Общата индуктивност на бобини, включени паралелно към един източник на напрежение, ще бъде:
{\displaystyle {\frac {1}{L_{\mathrm {total} }}}={\frac {1}{L_{1}}}+{\frac {1}{L_{2}}}+\cdots +{\frac {1}{L_{n}}}}

### Кондензатори
Електрическият капацитет на включени успоредно кондензатори в една електрическа верига се определя от сумата на капацитетите на всички кондензатори във веригата.
{\displaystyle C_{\mathrm {total} }=C_{1}+C_{2}+\cdots +C_{n}}

## Пример
Приемаме, че имаме 4 крушки и една батерия от 6 волта. Ако електрическата верига от проводник съединява единия електрод на батерията, 4-те крушки последователно и другия електрод на батерията, то крушките са свързани последователно или е осъществено серийно свързване. Ако всяка крушка е свързана поотделно към двата електрода на батерията, се казва, че веригата е успоредна или че е реализирано паралелно свързване в електрическата верига. При последователно свързване токът, протичащ през крушките, е еднакъв, а падът на напрежение върху всяка от тях е 1,5 V. Ако са свързани паралелно, токът се събира от всяка, за да се определи общия ток в неразклонената част от веригата консумиран от батерията. Напрежението е 6 V за всяка крушка.
При последователната верига всяко устройство трябва да е изправно, за да функционира веригата. Ако една крушка дефектира веригата се прекъсва. При успоредно свързване, всяка крушка има собствена верига и така всички могат да изгорят освен една, и тя ще функционира.